# 20002 Tillysmith
20002 Tillysmith (1991 EM) là một tiểu hành tinh vành đai chính được phát hiện ngày 10 tháng 3 năm 1991 bởi R. H. McNaught ở Siding Spring. Nó được đặt theo tên Tilly Smith who saved over one hundred people by recognising the receding water và frothing bubbles of an oncoming Tsunami during 2004 Indian Ocean earthquake.